# Beowulf y la Tierra Media
El escritor de fantasía y filólogo profesional J.R.R. Tolkien recurrió, entre otras influencias, al poema escrito en el idioma anglosajón, Beowulf, para recrear su legendaria Tierra Media. Al utilizar elementos como nombres y monstruos y la estructura de la sociedad de una época histórica, Tolkien emuló su estilo y creó una impresión de profundidad al adoptar un tono de elegía. Tolkien admiraba el modo en el que Beowulf, escrito por un cristiano, revisaba el pasado pagano, tal y como él mismo hacía, imbuido por un “gran simbolismo” sin caer en la alegoría, y trabajó por emular este simbolismo como camino de vida y el heroísmo individual en El señor de los Anillos.  
Los nombres de las especies que aparecen, incluidos ents, orcos y elfos, así como nombres de lugares como Orthanc y Meduseld (el salón dorado) provienen de Beowulf. El hombre-oso Beorn del El hobbit se asocia con el mismo Beowulf ya que ambos nombres significan “oso” y ambos personajes poseen una gran fuerza. Los académicos han comparado algunos de los monstruos de Tolkien con los que aparecen en Beowulf. Tanto sus troles como Gollum comparten características con Grendel, de la misma manera que los rasgos de Smaug coinciden de manera estrecha con las del dragón de Beowulf. Los jinetes de Rohan de Tolkien se asocian con el mundo anglosajón al haber usado múltiples elementos de Beowulf para su creación, incluyendo su lenguaje, cultura y poesía. 

## Contexto
Beowulf es un poema épico escrito en inglés antiguo o anglosajón, que cuenta la historia de su epónimo héroe pagano. Beowulf se convierte en el rey de los gautas tras liberar Heorot, el salón del rey danés Hrothgar, del monstruo Grendelque asolaba la tierra. Beowulf muere salvando a su pueblo de un dragón. La historia se cuenta indirectamente usando digresiones entre la historia y la leyenda, con un constante tono de elegía que termina en un canto fúnebre. Escrito por un poeta cristiano, este realiza una revisión reflexiva de una época lejana para su pueblo.
El académico especialista en Tolkien, Tom Shippey, un filólogo como Tolkien, afirma que de todas las fuentes que Tolkien utilizó, Beowulf la que más influyó en su obra. Ya que la usó de muchas maneras en su legendaria Tierra Media: tanto en elementos específicos de la narración como los monstruos, como en la cultura anglosajona que se aprecia en el reino de Rohan, en la estética del estilo de El señor de los anillos, con su impresión de profundidad y tono elegiaco y en su “gran simbolismo”.

## Personas

### Un filólogo de razas

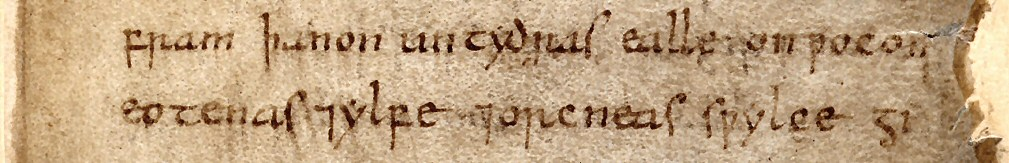
El eotenas [ond] ylfe [ond] orcneas en el verso 112 de Beowulf, "gigantes [y] elfos [y] cuerpos demoniacos” ayudaron a inspirar a Tolkien a crear orcos, elfos y otras razas. Cotton MS Vitellius A xv – f134r en la British Library

Tolkien utilizó su experto conocimiento de Beowulf para crear algunas de las razas de la Tierra Media. La lista de criaturas sobrenaturales en Beowulf, eontenas ond ylfe ond orcnéas “ents y elfos y cuerpos demoniacos” contribuyeron a crear sus orcos, y elfos, y aludir a los Ettens, en el toponímico “los valles de Etten”. Sus gigantescos árboles o Ents (cercanos etimológicamente a ettens) podrían derivar de una oración de otro poema anglosajón, Maxims II, orþanc enta geweorc “habilidoso trabajo de gigantes”.Shippey sugiere que Tolkien tomó el nombre de la torre de Orthanc (orþanc) de la misma frase, reinterpretando Orthanc como la fortaleza de los Ents.

### Personajes

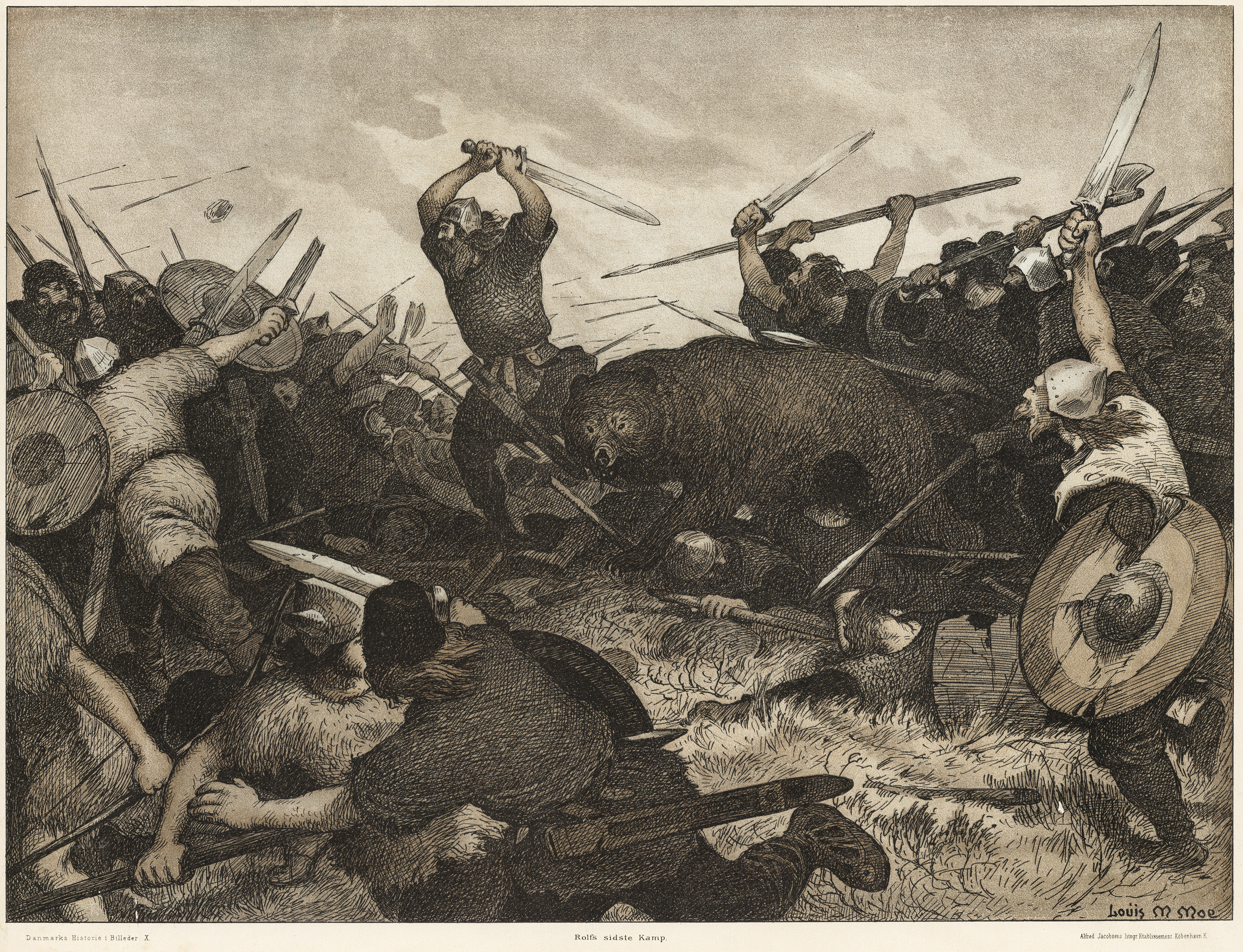
Beowulfiano: Bödvar Bjarki se transforma en un oso tal y como hace Beorn en la novela de Tolkien. Pintura de Louis Moe, 1898.

La palabra orþanc aparece de nuevo en Beowulf junto con el término searo en la frase searonet seowed, smiþes orþancum , "una red ingeniosa tejida con la habilidad de un herrero", haciendo referencia a una cota de malla. Tolkien usa la palabra searo en su forma del reino de Mercia, “saru”, para nombrar al mago Saruman cuyo nombre podría se traducido como “hombre astuto” lo que atribuye al personaje características como el conocimiento sutil y tecnológico.
El relevante personaje de Beowulf, Beorn, aparece en El hobbit. Originariamente su nombre significaba “oso”, pero derivó a significar “hombre o guerrero”, dando la oportunidad a Tolkien para introducir el personaje de un “hombre-oso”, capaz de cambiar su forma. En la mitología nórdica también existe un hombre-oso, Bödvar Bjarki, y que es el mismo Beowulf del poema anglosajón al que evoca Beorn. 

## Monstruos
Los académicos han comparado varios de los monstruos de Tolkien, incluidos sus troles, Gollum y Smaug, con los de Beowulf.

### Troles

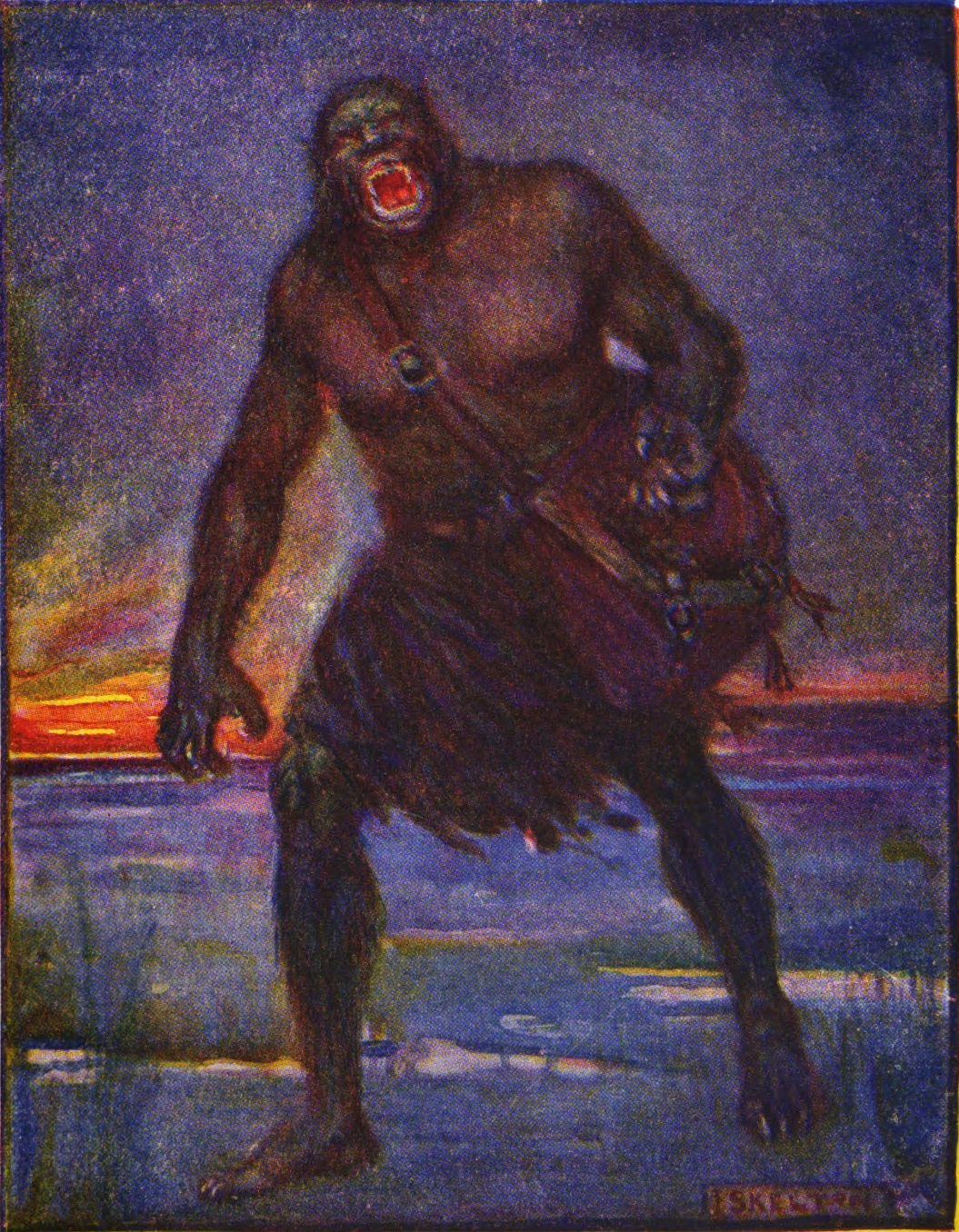
Los trolls mudos de Tolkien se han comparado a Grendel, uno de los monstruos en Beowulf. Ilustración de Grendel de J. R. Skelton, 1908

La primera batalla de Beowulf es con el monstruo Grendel, quien para muchos académicos constituye una especie de trol de la mitología escandinava. Los troles de Tolkien comparten algunas de las características de Grendel, como su gran tamaño y su fuerza, su inmunidad a las espadas corrientes y su preferencia por la noche. La académica Christina Fawcett sugiere que “el rugido troll” de El retorno del rey es un reflejo del “ojo de fuego  [sic] y los terribles gritos” de Grendel. Teniendo en cuenta que Tolkien los compara con bestias cuando “se acercaban a grandes zancadas, rugiendo como bestias...bramando”, Fawcett observa que, como Grendel, “se mantienen como guerreros silenciosos”.

### Gollum
Siendo un monstruo mucho más pequeño en la Tierra Media, Gollum también ha sido asociado con Grendel por su afición a cazar con sus manos y su gusto por lugares desiertos y pantanosos. Entre la gran cantidad de paralelismos de estos monstruos se incluyen su afinidad con el agua, su aislamiento social y su descripción como bestias. El académico experto en Tolkien, Verlyn Flieger, sugiere que Gollum es el monstruo principal de Tolkien al relacionarlo tanto con Grendel como con el dragón. Para ella, Gollum se describe como “el retorcido, roto y proscrito hobbit en quien su forma humana y su ambición draconiana combinan en un solo personaje todos los monstruos de Beowulf”.

### Smaug
Tolkien utilizó el dragón de Beowulf para crear uno de sus monstruos más distintivos de El hobbit, el dragón Smaug. El dragón de Beowulf se enardece y enfurece por el robo de la copa de oro de su tesoro, vuela por la noche y destruye el gran salón de Beowulf. Él muere, pero el tesoro está maldito y Beowulf muere con él. En El hobbit, el epónimo hobbit protagonista, Bilbo, roba de la misma manera una copa de oro del enorme tesoro del dragón, despertando a Smaug quien vuela y quema la ciudad del lago. El atractivo del oro es demasiada tentación para el enano Thorin Escudo de Roble, quien es asesinado poco después. Por otro lado, el dragón de Beowulf no habla, mientras que Tolkien hace de Smaug un astuto conversador.

## La cultura de Rohan

### Nombres, idioma y heroísmo
Tolkien utilizó Beowulf, así como otras fuentes anglosajonas, para muchos aspectos de los Jinetes de Rohan. Su territorio era la Marca, que es una versión del nombre de la región donde Tolkien vivía, Mercia, que en el dialecto de mercia se escribe *Marc. Sus nombres derivan directamente del inglés antiguo anglosajón: Eomer y Háma (personajes de Beowulf) Éowyn (alegría ecuestre), Théoden (rey). También lo utilizó en su lengua, con palabras como Eothéod (la gente ecuestre), Eored (tropa de caballería) y Eorlingas (la gente del Eorl, cuyo nombre significa señor de los caballos, ie. Conde) y en el que muchas palabras empiezan por la palabra “Eo(h) que significa “caballo”.
Hay incluso dichos que siguen esta forma. Así, cuando Alaric Hall menciona, “ ‘Westu Théoden Hal!’ gritó Éomer”, esto constituye una broma académica: una forma dialectal tomada de Beowulf Wæs þú, Hróðgár, hál (¡Que te vaya bien, Hrothgar!), de forma que lo que  Eomer grita es “Larga vida al rey Theoden!, utilizando un acento de Mercia. Tolkien usa el dialecto anglosajón de las Tierras Occidentales de Inglaterra porque había crecido en esta región.

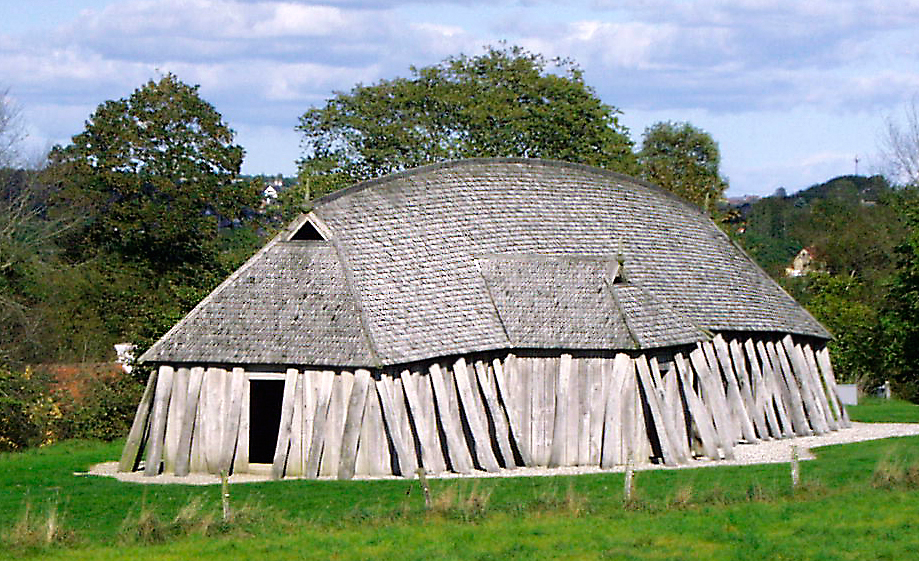
El palacio real de Rohan, Meduseld, es una sala de banquetes de estilo vikingo, como la de Hrothgar, Heorot, tal y como es descrita en Beowulf. En la imagen una reconstrucción de una casa comunal vikingo en Dinamarca.

El salón de Theoden, Meduseld  (El salón dorado) recrea el de Heorot de Beowulf, lo mismo que la forma en la que es vigilado y en la que los visitantes se retan con cortesía. El techo dorado de Heorot se describe tomando el verso 311 de Beowulf que Tolkien transcribe directamente en su descripción de Meduseld, “La luz brilla a lo largo de la tierra” tomándola directamente de Beowulf: líxte se léoma ofer landa fela.
El cuerno de la guerra de los Jinetes de Rohan es un ejemplo, desde el punto de vista de Shippey, del “heroico mundo del norte” como ocurre en lo que denomina el momento más cercano a una eucatástrofe estilo Tolkien, cuando los hombres de Ongentheow atrapados en la noche, escuchan los cuernos de los hombres de Hygelac que viene a rescatarlos y los Jinetes hacen sonar sus cuernos profusamente cuando estos llegan cambiado el destino de la batalla de los Campos de Pelennor, un momento culminante de El señor de los Anillos.

### Verso aliterado
Entre los muchos poemas de El Señor de los Anillos hay ejemplos de la habilidad de Tolkien para imitar el verso aliterado anglosajón, manteniendo su estructura métrica, tal y como la describió en el su ensayo “On translating Beowulf”. El académico experto en Tolkien, Mark Hall, compara el lamento de Aragorn por Boromir con el entierro naval de Scyld Scefing en Beowulf.

## Estilo

### Impresión de profundidad

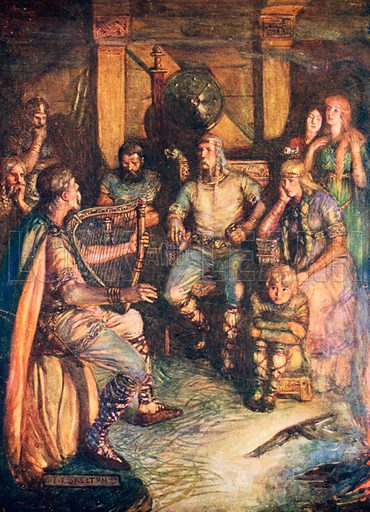
Las numerosas digresiones en Beowulf debieron proporcionar a sus oyentes la impresión de estar contemplando un noble pasado pagano.. Ilustración de J.R.Skelto, c. 1910

Una cualidad que Tolkien admiraba en la literatura era la impresión de profundidad, de miradas a lo oculto de la historia antigua. Y eso lo encontró especialmente en Beowulf, pero también en otros trabajos que admiraba como la Eneida de Virgilio, el Macbeth de Shakespeare, Sir Orfeo y los cuentos de hadas de los Hermanos Grimm.  Beowulf contiene numerosas digresiones a otras historias que no tienen otra función que la de anticipar la trama, en palabras de Adrien Bonjour, representando “el trasfondo del poema como algo extraordinariamente vivo”  y proporcionando contrastes y ejemplos que de forma reiterada que muestran elementos clave de la historia principal con pequeños destellos de un pasado distante. Tolkien estableció en Los monstruos y los críticos que Beowulf:

debió tener un admirable éxito al crear en las mentes contemporáneas al poeta la ilusión de estar contemplando un pasado pagano pero noble y cargado de un profundo significado. Un pasado que por sí mismo tenía profundidad y se remontaba a una antigüedad cargada de dolor. Esta impresión de profundidad es un efecto y una justificación del uso de diferentes episodios y alusiones a viejos cuentos, muchos de ellos más oscuros, paganos y desesperados que la historia principal.

Además, Tolkien valoraba especialmente el “brillo de la sugestión”, que no está explícito pero que constantemente insinúa una mayor profundidad. Esto ocurre por ejemplo en Beowulf, donde Tolkien describe esta cualidad como el “encanto de Poesis”,, aunque tal y como señala Shippey, nunca se distingue si se trata de un efecto de la distancia en el tiempo, el “sentido elfico de la antigüedad”, o una clase de memoria o una visión del paraíso.

### Tono elegíaco
El señor de los anillos, y especialmente su última parte, El Retorno del rey, tiene un consistente tono elegíaco que recuerda a Beowulf. La académica especialista en Tolkien, Marjorie Burns, lo describe como “una sensación de inevitable desintegración”. La autora y académica Patrice Hannon lo denomina “un relato de perdida y nostalgia, apuntalado con momentos de humor y terror y acción heroica, pero en su conjunto, un lamento por un mundo, que, aunque de ficción, ha terminado, aunque le podamos echar una última mirada mientras oscila y se desvanece”.

## "Enorme simbolismo"
Shippey apunta que Tolkien escribió de Beowulf que “el enorme simbolismo se encuentra cercano a la superficie, pero … no la traspasa ni se convierte en alegoría” , porque si así fuera, obligaría a que una historia como El señor de los anillos tuviera un único significado. Y es este tipo de restricción a la que “despectivamente” renunció Tolkien en el prólogo de su segunda edición al afirmar que prefería la posibilidad de dar a los lectores libertad para leer en la novela lo que pudieran ver en ella. El mensaje se podía insinuar repetidamente y funcionaría, según escribe Shippey, “solo si era cierto tanto en la ficción como en la realidad”; Tolkien se propuso que El señor de los anillos funcionara de la misma manera.

### Un mundo heroico cristiano y culto
Otro tema, tanto en Beowulf como en El señor de los anillos, es que los buenos paganos pre-católicos como Aragorn, siguiendo la estricta interpretación del cristianismo, serían condenados al no conocer a Cristo. Tolkien aseguró en una carta a su amigo el sacerdote jesuita, Robert Murray, que había sacado la religión de su obra porque esta “se halla inmersa en la narración y el simbolismo”. Georges Clark escribe que Tolkien veía al poeta de Beowulf como:

Un cristiano culto que recreó un mundo heroico y una narración en un universo implícitamente cristiano gobernado por un Dios cuya existencia y naturaleza es intuida por los personajes más sabios del poema sin el beneficio de la revelación. El poeta de Beowulf para Tolkien era una versión de sí mismo y su persona como autor al crear [El señor de los anillos] recreaba una versión del poeta de Beowulf.

### Héroes contrapuestos
Flieger contrapone el guerrero héroe, Aragorn, con el héroe doliente, Frodo. Aragorn, como Beowulf, es un héroe épico/romántico, un líder valiente y un rey sanador. Frodo es “el pequeño hombrecillo de cuento de hadas”, el hermano pequeño que inesperadamente se convierte en valiente. Pero el final feliz de cuento de hadas es para Aragorn, al casarse con la bella princesa (Arwen), y ganar el trono (Gondor y Arnor), mientras que Frodo consigue “derrota y desilusión, el crudo y amargo final típico de la Iliada, Beowulf, o La muerte de Arturo”. En otras palabras, los dos tipos de héroe no solo quedan contrapuestos, sino combinados, al intercambiar la mitad de sus leyendas.

### El camino de la vida
El simbolismo del camino de la vida puede ser vislumbrado en muchos lugares, iluminando diferentes aspectos. El poema de Tolkien “El camino continua” (The Old Walking Song) se repite, con variaciones, tres veces en El señor de los anillos. La última versión contiene las palabras “El camino sigue y sigue/ fuera de la puerta donde comenzó… pero yo al final con mis pies cansados/giraré hacia la iluminada posada”. Shippey escribe que “si la posada iluminada en el camino” significa la muerte, entonces “el camino” significa “vida” y el poema y la novela podría estar hablando de un proceso de individuación psicológica. Beowulf también se ocupa de la vida y la muerte del héroe. Flieger escribe que Tolkien vio en Beowulf “un poema de equilibrio, de oposición entre finales y principios”: El joven Beowulf nace y crece, navega a Dinamarca, mata a Grendel, se convierte en rey. Muchos años más tarde, el Viejo Beowulf cae y matando al dragón es conducido a su propia muerte. Desde el punto de vista de Flieger, Tolkien ha construido los mismos valores, equilibrio y oposición, en El señor de los anillos, pero todo al mismo tiempo, no uno después de otro.